# José Miguel Medina
José Miguel Medina Elera (Huancabamba, Perú, 1804 - Lima, 1 de julio de 1884) fue un militar y político liberal peruano. Prócer de la independencia del Perú. Bajo el gobierno de José Rufino Echenique fue presidente del Consejo de Estado y ejerció el poder interinamente, de julio a octubre de 1854, cuando el presidente se ausentó de la capital para combatir la revolución liberal iniciada por Ramón Castilla en Arequipa. Presidió también el Congreso de la República de 1854 a 1859. En el gobierno de Manuel Pardo y Lavalle fue presidente del Consejo de Ministros y ministro de Guerra (1872-1873).

## Biografía

### Inicios
Natural de Huancabamba, en el actual departamento de Piura. Era cadete cuando se enroló en la División Peruana que bajo el mando del general Andrés de Santa Cruz marchó al actual territorio del Ecuador para apoyar a la Corriente Libertadora del Norte. Luchó en la batalla de Pichincha, el 24 de mayo de 1822, y por su destacada actuación fue ascendido a alférez de caballería. Luego, bajo las órdenes del mismo Santa Cruz, participó en la Segunda Campaña de Intermedios y en el Segundo sitio del Callao.

### Carrera militar y política
En 1830, bajo el primer gobierno de Agustín Gamarra, sirvió en la guarnición del Cuzco y contribuyó a debelar la sublevación del coronel Gregorio Escobedo. En 1834 apoyó el pronunciamiento del general Pedro Pablo Bermúdez contra el gobierno del presidente Luis José de Orbegoso, acontecimiento que derivó en una guerra civil. Fue uno de los jefes del ejército de Bermúdez, desempeñándose como comandante general de la caballería. Luego apoyó al coronel José Rufino Echenique en el movimiento de reconciliación que se concretó con el abrazo de Maquinhuayo, el 24 de abril de 1834.
En 1835 se hallaba de servicio en Ayacucho cuando, al frente de un batallón, marchó a Pisco para sumarse a las fuerzas del teniente coronel Felipe Salaverry, que se había autoproclamado Jefe Supremo de la República. Acompañó a este caudillo durante toda la campaña contra la invasión boliviana, hasta caer prisionero en la batalla de Socabaya, el 7 de febrero de 1836. Al igual que Salaverry fue condenado a muerte, pero se le conmutó la pena por tres años de destierro, siendo embarcado hacia California.
Retornó al Perú tras la caída de la Confederación Perú-Boliviana y apoyó al presidente Agustín Gamarra en la guerra contra Bolivia de 1841. Como prefecto de Puno, defendió su departamento invadido por los bolivianos, hasta que se firmó la paz (1842).
Desatada la anarquía militar, fue atacado los partidarios del general Juan Francisco de Vidal y tuvo que abandonar Puno. Apoyó a los generales Domingo Nieto y Ramón Castilla cuando estos iniciaron la revolución constitucional de 1843. Fue ascendido a general de brigada y nombrado comandante general de los departamentos del Norte.
Triunfante la revolución en el sur con la victoria de Carmen Alto (Arequipa), en Lima quedaba Domingo Elías como usurpador del poder, el cual trató de atraerse a las tropas del coronel José Rufino Echenique acantonadas en Tarma. Medina, enviado por Castilla, se hizo del mando de dichas tropas en común acuerdo con Echenique y aseguró así el triunfo definitivo de la revolución.
Durante el gobierno de transición de Manuel Menéndez fue ministro de Guerra (1844).
Fue nombrado prefecto de Ayacucho en 1845 y electo senador por el mismo departamento, función esta última que desempeñó de 1845 a 1853.
En 1847 fue nombrado comandante general de Cuzco y Puno, con la misión de organizar la defensa ante las posibles agresiones de Bolivia.  Luego pasó a ser prefecto del Cuzco, de 1848 a 1850; Basadre califica esta gestión como «magnífica» por su dedicación a las obras públicas y su entendimiento con la población.
Bajo el gobierno de Echenique fue nombrado presidente del Consejo de Estado y en tal calidad fue Encargado del Poder Ejecutivo, de 17 de julio a 25 de octubre de 1854, cuando el presidente salió de la capital para combatir la revolución liberal iniciada por Ramón Castilla en Arequipa. Declinó entonces las propuestas que se le hicieron para efectuar un pronunciamiento en Lima. La revolución triunfó definitivamente en la batalla de La Palma (1855), y Echenique y sus partidarios pasaron al destierro.
En 1858, con el apoyo de los liberales, fue candidato a la presidencia de la República, siendo acompañado por el excanciller José Gregorio Paz Soldán como candidato a la vicepresidencia. Esas elecciones las ganó el mariscal Castilla, que inauguró así su segundo gobierno.
Nuevamente senador por Ayacucho (1858-62), presidió su cámara en 1858 De esta experiencia se recuerda su insistencia por la aprobación de fondos para la construcción de dos buques de guerra blindados.
Fue presidente del directorio del primer banco fundado en el Perú en 1863, La Providencia.
Fue prefecto del Callao entre 1865 y 1866, y tomó parte activa en el combate del Callao que las defensas peruanas del puerto libraron contra la Escuadra Española del Pacífico, el 2 de mayo de 1866.
Fue presidente de la Sociedad Fundadores de la Independencia (1864-66) y uno de los fundadores de la Sociedad Amiga de los Indios, de la que también fue presidente (1867).
En 1871 se le encomendó la presidencia del comité directivo de la Sociedad Independencia Electoral, que auspició la candidatura presidencial de Manuel Pardo y Lavalle, y dio origen al Partido Civil.
El 2 de agosto de 1872, al iniciarse el gobierno de Pardo, asumió como presidente del Consejo de Ministros y ministro de Guerra. Se encargó de restablecer la disciplina en las fuerzas armadas, luego de la aventura golpista de los coroneles Gutiérrez. A principios de septiembre de 1873 presentó su renuncia, aduciendo motivos de salud.
Años después, cuando el Perú inició la Reconstrucción Nacional luego de la desastrosa guerra del Pacífico, Medina, ya octogenario, fue uno de los fundadores del Partido Liberal (antecedente del partido del mismo nombre fundado en 1901), cuya presidencia ejerció hasta su fallecimiento en 1884.